# Mistrzostwa NCAA Division I w Zapasach w 1997
Mistrzostwa NCAA Division I w zapasach rozgrywane były w Cedar Falls w dniach 20–22 marca 1997 roku. Zawody odbyły się w UNI-Dome, na terenie University of Northern Iowa.
- Outstanding Wrestler – Lincoln McIlravy

## Wyniki

### Drużynowo
| Kolejność | Szkoła                                | Zespół         |
| --------- | ------------------------------------- | -------------- |
| 1.        | University of Iowa                    | Hawkeyes       |
| 2.        | Oklahoma State University             | Cowboys        |
| 3.        | University of Minnesota               | Golden Gophers |
| 4.        | Iowa State University                 | Cyclones       |
| 5.        | Lock Haven University of Pennsylvania | Bald Eagles    |
| 6.        | Edinboro University of Pennsylvania   | Fighting Scots |
| 7.        | University of Oklahoma                | Sooners        |
| 8.        | Cal State Bakersfield                 | Roadrunners    |

### All American

#### 118 lb
| Lp. | Zawodnik          | Szkoła           |
| --- | ----------------- | ---------------- |
| 1.  | Jesse Whitmer     | Iowa             |
| 2.  | Lindsey Durlacher | Illinois         |
| 3.  | Sheldeon Thomas   | Clarion          |
| 4.  | Teague Moore      | Oklahoma State   |
| 5.  | David Morgan      | Michigan State   |
| 6.  | Shane Valdez      | Oklahoma         |
| 7.  | John Carvalheira  | Rider            |
| 8.  | David Pena        | Eastern Illinois |

#### 126 lb
| Lp. | Zawodnik        | Szkoła                |
| --- | --------------- | --------------------- |
| 1.  | Eric Guerrero   | Oklahoma State        |
| 2.  | Mike Mena       | Iowa                  |
| 3.  | Eric Jetton     | Wisconsin             |
| 4.  | Dwight Hinson   | Iowa State            |
| 5.  | Coby Wright     | Cal State Bakersfield |
| 6.  | Terry Showalter | Lock Haven            |
| 7.  | Dane Valdez     | Oklahoma              |
| 8.  | Pat Connors     | Minnesota             |

#### 134 lb
| Lp. | Zawodnik        | Szkoła         |
| --- | --------------- | -------------- |
| 1.  | Mark Ironside   | Iowa           |
| 2.  | Steven Schmidt  | Oklahoma State |
| 3.  | Yero Washington | Fresno State   |
| 4.  | Jeremy Ensrud   | Oregon         |
| 5.  | James Guzzio    | Maryland       |
| 6.  | Joey Heckel     | Arizona State  |
| 7.  | Carl Keske      | Cornell        |
| 8.  | Jason Nase      | Rider          |

#### 142 lb
| Lp. | Zawodnik         | Szkoła                |
| --- | ---------------- | --------------------- |
| 1.  | Cary Kolat       | Lock Haven            |
| 2.  | Roger Chandler   | Indiana               |
| 3.  | Jason Davids     | Minnesota             |
| 4.  | Scott Reyna      | Oklahoma State        |
| 5.  | Jason Ramstetter | Cal State Bakersfield |
| 6.  | Kasey Gilliss    | Iowa                  |
| 7.  | Brendan Buckley  | Fresno State          |
| 8.  | Francis Dunn     | Rider                 |

#### 150 lb
| Lp. | Zawodnik         | Szkoła        |
| --- | ---------------- | ------------- |
| 1.  | Lincoln McIlravy | Iowa          |
| 2.  | Chris Bono       | Iowa State    |
| 3.  | Chad Kraft       | Minnesota     |
| 4.  | Scott Norton     | Oregon        |
| 5.  | Eric Siebert     | Illinois      |
| 6.  | Mike Rogers      | Lock Haven    |
| 7.  | Mike Mason       | West Virginia |
| 8.  | Rodney Jones     | Oklahoma      |

#### 158 lb
| Lp. | Zawodnik       | Szkoła           |
| --- | -------------- | ---------------- |
| 1.  | Joe Williams   | Iowa             |
| 2.  | Tony Robie     | Edinboro         |
| 3.  | Ernst Benion   | Illinois         |
| 4.  | Hardell Moore  | Oklahoma State   |
| 5.  | Matt Hughes    | Eastern Illinois |
| 6.  | Brian Leitzel  | Lock Haven       |
| 7.  | Dwight Gardner | Ohio             |
| 8.  | Matt Suter     | Arizona State    |

#### 167 lb
| Lp. | Zawodnik       | Szkoła         |
| --- | -------------- | -------------- |
| 1.  | Mark Branch    | Oklahoma State |
| 2.  | Brandon Slay   | Pennsylvania   |
| 3.  | Jeff Catrabone | Michigan       |
| 4.  | Kevin Wilmot   | Wisconsin      |
| 5.  | Mike Uker      | Iowa           |
| 6.  | Casey Strand   | Arizona State  |
| 7.  | Bart Horton    | Iowa State     |
| 8.  | John Withrow   | Pittsburgh     |

#### 177 lb
| Lp. | Zawodnik       | Szkoła         |
| --- | -------------- | -------------- |
| 1.  | Barry Weldon   | Iowa State     |
| 2.  | Mitch Clark    | Ohio State     |
| 3.  | John van Doren | Lehigh         |
| 4.  | Mark Smith     | Oklahoma State |
| 5.  | Grant Johnson  | Boston         |
| 6.  | John Koss      | West Virginia  |
| 7.  | Jim Straight   | Edinboro       |
| 8.  | Mike Geurin    | Lock Haven     |

#### 190 lb
| Lp. | Zawodnik      | Szkoła            |
| --- | ------------- | ----------------- |
| 1.  | Lee Fullhart  | Iowa              |
| 2.  | John Kading   | Oklahoma          |
| 3.  | Tim Hartung   | Minnesota         |
| 4.  | Mark Bodo     | Pittsburgh        |
| 5.  | Brian Picklo  | Michigan State    |
| 6.  | Jason Robison | Edinboro          |
| 7.  | Danny Faqir   | Arizona State     |
| 8.  | Jeremy Goeden | Northern Illinois |

#### 275 lb
| Lp. | Zawodnik         | Szkoła                        |
| --- | ---------------- | ----------------------------- |
| 1.  | Kerry McCoy      | Penn State                    |
| 2.  | Stephen Neal     | Cal State Bakersfield         |
| 3.  | Tolly Thompson   | Nebraska                      |
| 4.  | Bryan Stout      | Clarion                       |
| 5.  | Shelton Benjamin | Minnesota                     |
| 6.  | Justin Harty     | North Carolina at Chapel Hill |
| 7.  | Jason Gleasman   | Syracuse                      |
| 8.  | Bill Closson     | Lehigh                        |